# Nintendo iQue
Nintendo iQue Player (udtalt som "IQ") er en spillekonsol produceret af iQue, et joint venture mellem Nintendo ogkinesisk-amerikanske dr. Wei Yen. Konsollen blev først annonceret på Tokyo Game Show, og blev lanceret i Kina 17. november 2003.
| Spillekonsol | Spire Denne spillekonsolsrelaterede artikel er en spire som bør udbygges. Du er velkommen til at hjælpe Wikipedia ved at udvide den. |